# SMART-1
La sonda SMART-1 (en inglés: Small Missions for Advanced Research in Technology), la primera del programa SMART de la ESA, es una sonda liviana (367 kg al momento de lanzamiento, 287 eran de propelente), de un metro de longitud. El costo total de esta sonda es de 110 millones de euros, relativamente bajo en comparación con otros proyectos similares. SMART-1 forma parte de una estrategia de la Agencia Espacial Europea de construir sondas espaciales más pequeñas y baratas que aquellas de su contraparte norteamericana, la agencia espacial NASA.

## Diseño
La SMART-1 cuenta con un sistema de propulsión primaria de energía solar, que usa un impulsor de efecto Hall, PPS-1350, diseñado para dar mayor durabilidad que un equipo espacial dotado con cohetes químicos. Las reservas de combustible a bordo son de 60 litros de gas xenón, con una masa de 80 kg. Los impulsores usan un campo electrostático para proyectar iones de xenón a alta velocidad. Esta configuración del motor de iones permite un impulso específico de 16,1 kN·s/kg (1.640 segundos), más de tres veces el máximo para los cohetes químicos. Por lo tanto 1 kg de propelente (1/350 a 1/300 de la masa total de la nave) produce un delta-v de aproximadamente 45 m/s. El subsistema de propulsión eléctrico tiene un peso de 29 kg con un consumo máximo de 1200 vatios.
Los paneles solares permiten que haya disponibles 1.190 W para alimentar el propulsor, dando una potencia nominal de 68 mN, de ahí la aceleración de 0,2 mm/s² 2 o 0,7 m/s por hora (como comparación, un poco menos de 0,00002 g de aceleración). Al igual que el resto de naves propulsadas por motores de iones, las maniobras orbitales no fueron realizadas usando impulsos breves y rápidos sino de manera muy gradual. La trayectoria particular tomada por la SMART-1 hacia la Luna requirió empuje durante un tercio a la mitad de cada órbita. Cuando se estaba apartando de la Tierra el empuje se realizó durante la parte de perigeo de la órbita. Al final de la misión el propulsor demostró las siguientes capacidades:
- Tiempo de operación del propulsor: 5000 h
- Consumo total de xenón: 82 kg
- Impulso total: 1,1 MN-s
- ΔV total: 3,9 km/s

La SMART-1 fue diseñada y desarrollada por la Corporación Espacial Sueca (SSC, Swedish Space Corporation) en representación de la ESA. El ensamblado de la nave fue llevado a cabo por Saab Space en Linköping. Las pruebas de la nave fueron dirigidas por la SSC y ejecutadas por Saab Space. El director de proyecto en la ESA fue Giuseppe Racca y el director de proyecto en la SSC fue Peter Rathsman; el científico principal del project fue Bernard Foing.

## Misión
SMART-1 es la primera misión robótica de la Agencia Espacial Europea en alcanzar la órbita de la Luna, lanzada el 27 de septiembre de 2003. El objetivo principal de la sonda era probar el propulsor iónico alimentado con energía solar, que se usará posteriormente en otras misiones de la ESA, como la BepiColombo al planeta Mercurio o el satélite de medida del campo gravitacional GOCE. Hasta la SMART-1 la única sonda en usar este sistema iónico ha sido la Deep Space 1 de la NASA, en 1998. La SMART-1 también tenía el objetivo de probar instrumentación miniaturizada que se espera sea más eficiente.
Otro objetivo era el de fotografiar la totalidad de la superficie de la Luna usando rayos X y cámaras infrarrojas desde diferentes ángulos para obtener una representación tridimensional de la superficie de la Luna.
En 2005, la ESA sugirió que iba a intentar fotografiar con la SMART-1 los sitios de los alunizajes de las misiones Apolo y otras misiones no tripuladas soviéticas y estadounidenses, durante su misión extendida (una vez que acabase su misión científica principal).
La órbita inicial de la sonda alrededor de la Luna era bastante alta, lo que dificultaba que captase detalles tan pequeños con su cámara AMIE, que tiene una resolución teórica de entre 30 y 50 metros por píxel, insuficiente para revelar con suficiente detalle estructuras como la parte inferior de los módulos lunares.
La órbita de la SMART-1 ha ido disminuyendo en altura con el tiempo. Sin embargo, la tradicionalmente pobre cobertura pública que la ESA hace de sus misiones espaciales (haciendo públicas, muy lentamente, solo unas decenas de las fotografías que capta) en comparación con la NASA, ha impedido tener más noticias sobre este asunto.
Algunos afirmaban que las fotos pondrían fin a las teorías de la conspiración de los alunizajes del Programa Apolo. Aquellos que creían en el montaje esperaban que las fotografías finalmente les dieran la razón. Pese a no tener confirmación de los alunizajes gracias a esta sonda, si se han tendríamos con la sonda japonesa SELENE, la india Chandrayaan-1, y el Lunar Reconnaissance Orbiter, que fotografiaron los lugares visitados en la década de 1960 y 1970 con una resolución tal que permitió incluso observar las rodadas de los rovers lunares, disipando de esta forma las dudas que se pudieran tener de la llegada del hombre en la Luna.

## Impacto sobre la Luna
La sonda SMART-1 se estrelló contra la Luna como estaba planeado. El impacto controlado de la sonda SMART-1 ocurrió al 3 de septiembre de 2006, a las 5:42:22 UTC sobre el hemisferio sur de la Luna en la región llamada Lago de la Excelencia. Al momento del impacto el SMART-1 se desplazaba a una velocidad de 2.000 m/s. El impacto creó un cráter que es visible desde la tierra por medio de telescopios. La información recogida sobre el impacto complementará información utilizada en simuladores de impacto de meteoros, la nube de polvo generada expuso los materiales del suelo, como hielo de agua, según análisis espectroscópico.
Se estima que el SMART-1 cayó a 34°24′S 46°12′W. Al momento del impacto la luna era visible en América, el Océano Pacífico, pero no desde Europa, África o Asia.